# ایلونا ریشتر
ایلونا ریشتر (انگلیسی: Ilona Richter؛ زادهٔ ۱۱ مارس ۱۹۵۳) قایقران روئینگ اهل آلمان شرقی بود.
وی در مسابقات کشوری و بین‌المللی در مجموع برندهٔ ۵ مدال طلا، ۲ مدال نقره شده‌است.